# Wilhelm Bracke

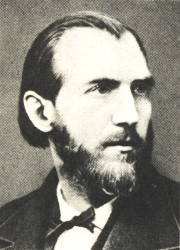
Wilhelm Bracke

Samuel Spiers und Wilhelm Brackes Thesen zum demokratischen Programm von Johann Jacoby 1868

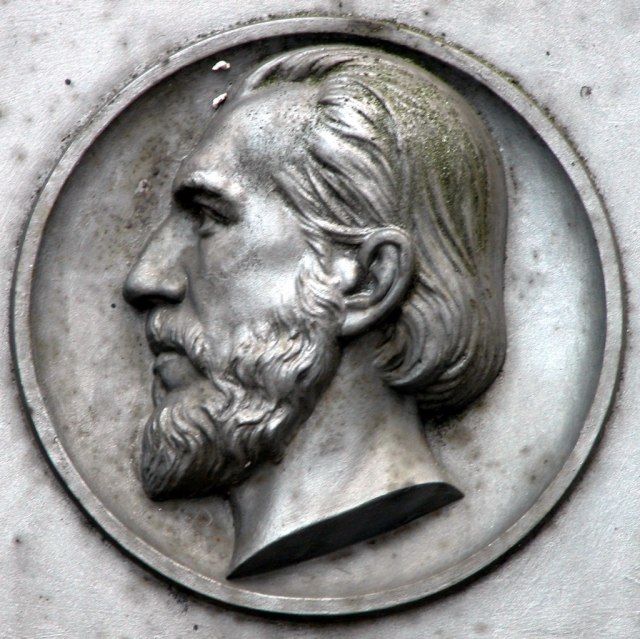
Wilhelm Bracke

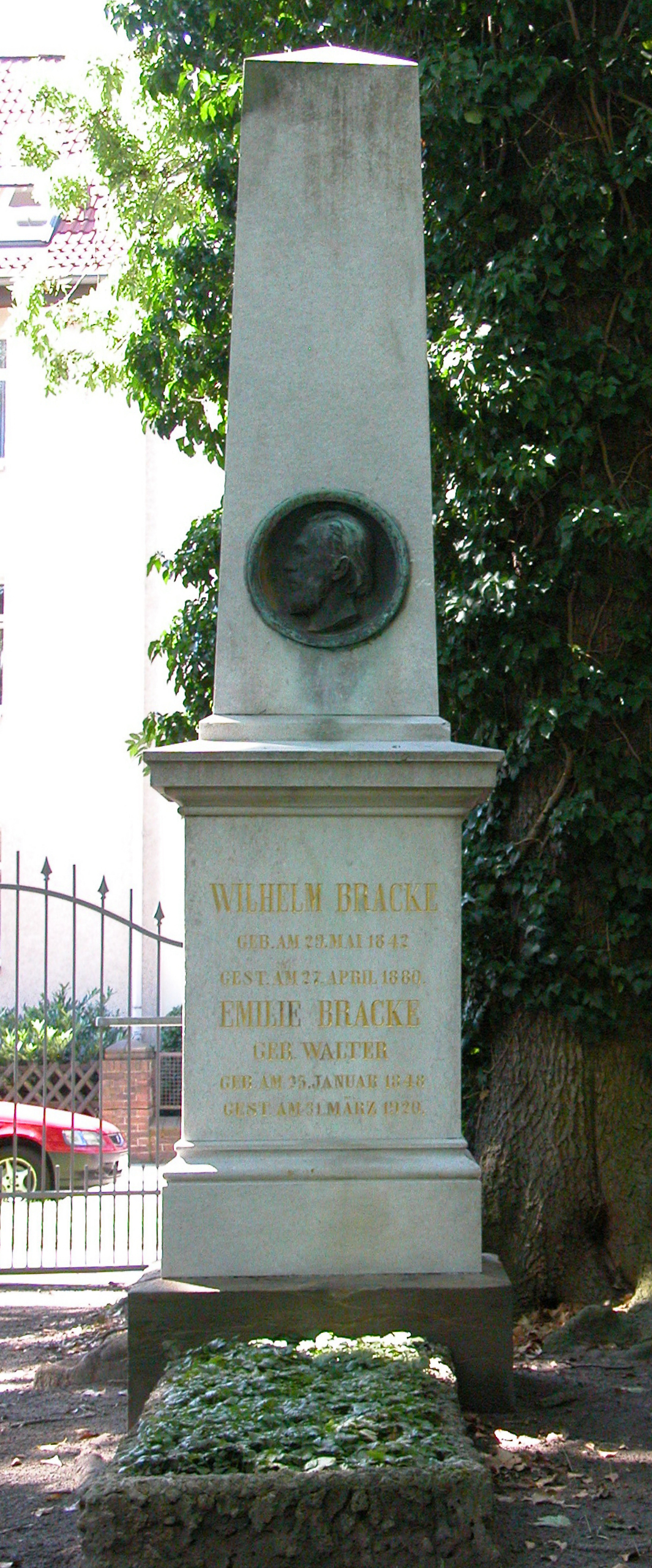
Grab Wilhelm Brackes und dessen Ehefrau Emilie, geb. Walter, auf dem Petrifriedhof.

Hermann August Franz Wilhelm Gotthard Bracke (* 29. Mai 1842 in Braunschweig; † 27. April 1880 ebenda) war ein deutscher Sozialdemokrat, Verleger und Publizist. Er war maßgeblich an der Gründung der Sozialdemokratischen Arbeiterpartei Deutschlands (SDAP), der Vorläuferin der heutigen SPD beteiligt.

## Leben und Werk
Geboren als Sohn von Andreas Bracke, Müller und Braunschweiger Getreidehändler, besuchte er, entgegen dem Wunsch seines Vaters, eine kaufmännische Ausbildung zu absolvieren, um später das väterliche Handelsgeschäft übernehmen zu können, nach seinem Besuch des Martino-Katharineums eine weiterführende Schule. Er selbst wollte später Physik oder Chemie studieren. Bereits während seines Studiums am Collegium Carolinum wurde er Mitglied des Allgemeinen Deutschen Arbeitervereins (ADAV), der von Ferdinand Lassalle gegründet wurde, und gründete die Braunschweiger Burschenschaft Germania im Herbst 1861 mit.
Mit der Zeit betätigte er sich zunehmend auf politischer Ebene. So gründete er am 6. September 1865 eine Sektion des Allgemeinen Deutschen Arbeitervereins in Braunschweig, organisierte Versammlungen und wurde Mitglied des Vorstandes des ADAV.
Bracke heiratete am 24. Januar 1869 Emilie Walter, die Tochter des Amtszimmermeisters Karl Heinrich Walter (1813–1879) aus Eschershausen und dessen Ehefrau Johanne Caroline Gerke (1814–1885). Aus der Ehe Bracke-Walter gingen fünf Kinder hervor.
1869 lernte er Karl Marx in Hannover bei Louis Kugelmann kennen, mit dem er zeit seines Lebens in Kontakt bleiben sollte. Innerhalb des ADAV vertrat er oppositionelle Ansichten, die er mit August Bebel und Wilhelm Liebknecht teilte. Diese Tendenz führte zur Abspaltung einer Gruppe von Mitgliedern und zur Gründung der Sozialdemokratischen Arbeiterpartei Deutschlands auf dem Gründungsparteitag vom 7. bis 9. August 1869 in Eisenach. Nach Gründung der Partei wurde Wilhelm Bracke deren Sprecher; als erster Sitz wurde Braunschweig gewählt. 1870 wurde er wegen eines Aufrufs zum Frieden verhaftet und zu drei Monaten Haft verurteilt. Nach seiner Haftentlassung gründete er einen eigenen Verlag sowie die Zeitung Braunschweiger Volksfreund. Er veröffentlichte u. a. die erste Biografie von Karl Marx.
Im Jahr 1872 wurde er als erster Sozialdemokrat zum Mitglied des Rates der Stadt Braunschweig gewählt. 1877 wurde er Abgeordneter im Reichstag. In der Reichstagssitzung vom 11. Oktober 1878 sprach Bracke jene Worte aus, die der Haltung aller Sozialdemokraten während des Sozialistengesetzes entsprach: „Meine Herren, ich will Ihnen sagen: wir pfeifen etwas auf das ganze Gesetz.“ Aus gesundheitlichen Gründen musste er 1879 sein Mandat zurückgeben.
Am 27. April 1880 starb Wilhelm Bracke im Alter von 37 Jahren. Mehr als 30.000 Menschen gaben ihm am 2. Mai 1880 das letzte Geleit. Seine Grabstätte befindet sich auf dem Petrifriedhof in Braunschweig.
Nach ihm wurde eine Schule in Braunschweig benannt, die Wilhelm-Bracke-Gesamtschule (integrierte Gesamtschule mit gymnasialer Oberstufe).
Zu seinem 125. Geburtstag stiftete der „Börsenverein der Deutschen Buchhändler zu Leipzig“ die Wilhelm-Bracke-Medaille für „vorbildliche Leistungen im Dienste des Buches“.

## Werke
- Zur Arbeiterfrage. In: Der Social-Demokrat. Berlin vom 3. und 8. November und 22. Dezember 1867.
- Die Frauenarbeit. In: Der Social-Demokrat. Berlin vom 6. und 8. Dezember 1867.
- Eine Position nach der anderen! In: Braunschweiger Volksfreund vom 18. Februar 1873.
- Der Braunschweiger Ausschuß der social-demokratischen Arbeiter-Partei in Lötzen und vor dem Gericht. Braunschweig 1872. Digitalisat
- Der Lassalle'sche Vorschlag. Ein Wort an den 4. Congreß der social-demokratischen Arbeiterpartei. Braunschweig 1873. MDZ Digitalisat
- Das Spectrum. In: Volks-Kalender 1876. Braunschweig 1875.
- „Nieder mit den Sozialdemokraten!“ Braunschweig 1876 (Digitalisat, Berlin 1896).
- Die Verzweiflung im liberalen Lager. Antwort auf die sieben Artikel der Magdeburgischen Zeitung und die Schmähschrift des Herrn Unruh. Braunschweig 1876. MDZ Digitalisat
- Gotthold Ephraim Lessing. In: Volks-Kalender 1878. Braunschweig 1877.
- Hütet Euch vor den 300 Millionen neuen Steuern! Nebst einem Anhange: Die Reden Brackes im deutschen Reichstage 1877 und 1878. Braunschweig 1878. MDZ Digitalisat
- Der Himmel. Eine naturwissenschaftliche Skizze. In: Der arme Conrad. Leipzig 1878.

## Briefe
- Georg Eckert: Aus den Anfängen der Braunschweiger Arbeiterbewegung. Unveröffentlichte Bracke-Briefe. . Limbach, Braunschweig 1955
- Karl Marx Friedrich Engels. Briefwechsel mit Wilhelm Bracke (1869–1880). Hrsg. u. eingel. von Heinrich Gemkow. Dietz Verlag, Berlin 1963 (Bücherei des Marxismus-Leninismus, Band 62)
- Georg Eckert: Zur Geschichte der Braunschweiger Sektion der I. Internationale. Der Briefwechsel zwischen Leonhard von Bonhorst und Johann Philipp Becker. In: Braunschweigisches Jahrbuch. Bd. 43, Braunschweig 1962, S. 131–172
- Georg Eckert: Aus der Korrespondenz des Braunschweiger Ausschusses der Sozialdemokratischen Arbeiterpartei. In: Braunschweigisches Jahrbuch Bd. 45, Braunschweig 1964
- Heinrich Gemkow: Brackes Begegnung mit Marx. Ein unveröffentlichter Brief. In: Beiträge zur Geschichte der deutschen Arbeiterbewegung Heft 3/1965, Berlin 1965, S. 487–490
- Heinrich Gemkow: Im Kampf um die Gründung der Partei. Unveröffentlichte Briefe an Bebel und Liebknecht (Juni bis August 1869). In: Beiträge zur Geschichte der deutschen Arbeiterbewegung Heft 4/1969, Berlin 1969, S. 620–639
- Georg Eckert: Hundert Jahre Lötzener Kettenaffäre. Zwei unbekannte Briefe Wilhelm Brackes an den Leiter der „Sektionsgruppe deutscher Sprache“ der internationalen Arbeiter-Assoziation. In: Braunschweigisches Jahrbuch. Bd. 51, Braunschweig 1970
- Erich Kundel: Neue Bracke-Briefe zum Vereinigungskongreß 1875. In: Beiträge zur Geschichte der deutschen Arbeiterbewegung Heft 4/1977, Berlin 1977, S. 605–616